# Powiat de Słupca
Pour les articles homonymes, voir Słupca (homonymie).
Le powiat de Słupca (en polonais : powiat słupecki) est un powiat appartenant à la voïvodie de Grande-Pologne dans le centre-ouest de la Pologne.
Il est né le 1er janvier 1999, à la suite des réformes polonaises de gouvernement local passées en 1998. 
Le siège administratif du powiat est la ville de Słupca, qui se trouve à 66 kilomètres à l'est de Poznań, capitale de la voïvodie de Grande-Pologne. Le powiat possède une seule autre ville, Zagórów, située à 16 kilomètres au sud de Słupca.
Le district couvre une superficie de 837,91 kilomètres carrés. En 2016, sa population totale est de 59 536 habitants, avec une population pour la ville de Słupca de 13 901 habitants, pour la ville de Zagórów de 3 069 habitants, et une population rurale de 42 566 habitants.

## Division administrative
| - OpenStreetMap Plan et limites du powiat. - Les différentes gminy du powiat. |

Le powiat de Słupca comprend 8 communes :
- 1 commune urbaine : Słupca ;
- 6 communes rurales : Lądek, Orchowo, Ostrowite, Powidz, Słupca et Strzałkowo ;
- 1 commune mixte : Zagórów.

Celles-ci sont inscrites dans le tableau suivant, dans l'ordre décroissant de la population.
| Gmina                                                   | Type         | Superficie (km²) | Population (2016) | Siège      |
| Słupca                                                  | urbain       | 10,3             | 13 901            |            |
| Strzałkowo                                              | rural        | 142,4            | 10 344            | Strzałkowo |
| Zagórów                                                 | urbain-rural | 159,6            | 9 072             | Zagórów    |
| Słupca                                                  | rural        | 144,9            | 9 134             | Słupca*    |
| Lądek                                                   | rural        | 98,3             | 5 770             | Lądek      |
| Ostrowite                                               | rural        | 104,1            | 5 134             | Ostrowite  |
| Orchowo                                                 | rural        | 98,1             | 3 873             | Orchowo    |
| Powidz                                                  | rural        | 80,2             | 2 308             | Powidz     |
| *le siège ne fait pas partie du territoire de la gmina. |              |                  |                   |            |

## Démographie
Données du 31 décembre 2012 :
| Description | Total  | Total | Femmes | Femmes | Hommes | Hommes |
| ----------- | ------ | ----- | ------ | ------ | ------ | ------ |
| Unité       | Nombre | %     | Nombre | %      | Nombre | %      |
| Population  | 59 754 | 100   | 30 055 | 50,3   | 29 699 | 49,7   |
| Urbain      | 17 117 | 28,65 | 8 862  | 14,83  | 8 255  | 13,81  |
| Rural       | 42 637 | 71,35 | 21 193 | 35,47  | 21 444 | 35,89  |

## Histoire
De 1975 à 1998, les différentes gminy du powiat actuelle appartenait administrativement à la voïvodie de Konin.

Le powiat de Słupca est créée le 1er janvier 1999, à la suite des réformes polonaises de gouvernement local passées en 1998, et est rattachée à la voïvodie de Grande-Pologne.